# (12649) Ascanios
(12649) Ascanios (2035 T-3) – planetoida z grupy trojańczyków okrążająca Słońce w ciągu 11,68 lat w średniej odległości 5,15 j.a. Odkryto ją 16 października 1977 roku.